# Canonica d'Adda
Canonica d'Adda is een gemeente in de Italiaanse provincie Bergamo (regio Lombardije) en telt 3944 inwoners (31-12-2004). De oppervlakte bedraagt 3,2 km², de bevolkingsdichtheid is 1228 inwoners per km².

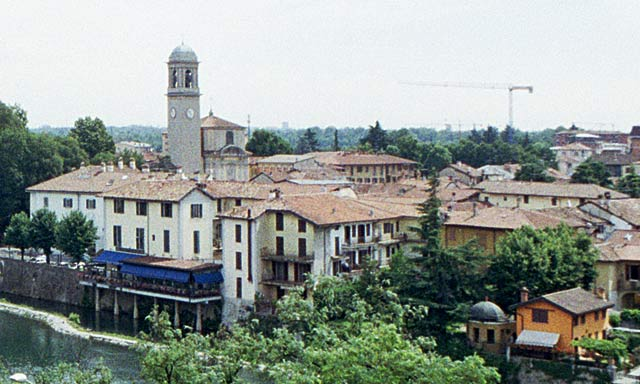
Canonica d'Adda

## Demografie
Canonica d'Adda telt ongeveer 1663 huishoudens. Het aantal inwoners steeg in de periode 1991-2001 met 2,0% volgens cijfers uit de tienjaarlijkse volkstellingen van ISTAT.
| Jaar | Inwoneraantal |
| ---- | ------------- |
| 1991 | 3613          |
| 2001 | 3685          |
| 2004 | 3944          |

## Geografie
Canonica d'Adda grenst aan de volgende gemeenten: Brembate, Capriate San Gervasio, Fara Gera d'Adda, Pontirolo Nuovo, Vaprio d'Adda (MI).